# Maura Tombelli
Maura Tombelli (Montelupo Fiorentino, 8 novembre 1952) è un'astronoma amatoriale italiana, di professione bancaria.

## Biografia
Ha iniziato ad occuparsi di astronomia come osservatrice di stelle variabili (codice AAVSO: TMB) ed è una prolifica scopritrice di asteroidi.
Dal 1987 ha iniziato a collaborare prima con l'Osservatorio astrofisico di Arcetri, poi con Andrea Boattini, Giuseppe Forti e Luciano Tesi.
Nel 1994 inizia una ricerca di cinque anni sugli asteroidi all'Osservatorio astrofisico di Asiago con Ulisse Munari e Giuseppe Forti a Arcetri.
Presidente del "Gruppo Astrofili Montelupo", si è impegnata per oltre quindici anni nel progetto di costruzione di un nuovo osservatorio pubblico a Montelupo Fiorentino che porta il nome di "Osservatorio Astronomico Beppe Forti " inaugurato da Piero Angela il 14 luglio 2018.

## Scoperte
Il Minor Planet Center le accredita le scoperte di centonovantasette asteroidi, la maggior parte in condivisione con altri astronomi: Sandro Bartolini, Fabrizio Bernardi, Andrea Boattini, Claudio Casacci, Sergio Foglia, Giuseppe Forti, Vittorio Goretti, Daria Guidetti, Egisto Masotti, Ulisse Munari, Luciano Tesi. È al primo posto per numero di asteroidi scoperti in Italia e al primo posto al mondo tra le astronome donne non professioniste.
Ha contribuito alla scoperta di alcuni NEO, tra cui il primo osservato in Italia, 15817 Lucianotesi, e 2004 XA45, scoperto mentre era presso l'osservatorio di Mauna Kea alle Hawaii.
| 6876 Beppeforti        | 5 settembre 1994  |
| 7141 Bettarini         | 12 marzo 1994     |
| 7196 Baroni            | 16 gennaio 1994   |
| 7197 Pieroangela       | 16 gennaio 1994   |
| 7198 Montelupo         | 16 gennaio 1994   |
| 7481 San Marcello      | 11 agosto 1994    |
| 7599 Munari            | 3 agosto 1994     |
| 7679 Asiago            | 15 febbraio 1996  |
| 7715 Leonidarosino     | 14 febbraio 1996  |
| 7794 Sanvito           | 15 gennaio 1996   |
| 7847 Mattiaorsi        | 14 febbraio 1996  |
| 7900 Portule           | 14 febbraio 1996  |
| 7957 Antonella         | 17 gennaio 1994   |
| 8885 Sette             | 13 marzo 1994     |
| 8925 Boattini          | 4 dicembre 1996   |
| 8944 Ortigara          | 30 gennaio 1997   |
| 9425 Marconcini        | 14 febbraio 1996  |
| 9426 Aliante           | 14 febbraio 1996  |
| 9427 Righini           | 14 febbraio 1996  |
| 9897 Malerba           | 14 febbraio 1996  |
| 10149 Cavagna          | 3 agosto 1994     |
| 10176 Gaiavettori      | 14 febbraio 1996  |
| 10198 Pinelli          | 6 dicembre 1996   |
| 10591 Caverni          | 13 agosto 1996    |
| 10928 Caprara          | 25 gennaio 1998   |
| 11337 Sandro           | 10 agosto 1996    |
| 11348 Allegra          | 30 gennaio 1997   |
| 11621 Duccio           | 15 agosto 1996    |
| 12033 Anselmo          | 31 gennaio 1997   |
| 12044 Fabbri           | 29 marzo 1997     |
| 12433 Barbieri         | 15 gennaio 1996   |
| 12470 Pinotti          | 31 gennaio 1997   |
| 12811 Rigonistern      | 14 febbraio 1996  |
| 12812 Cioni            | 14 febbraio 1996  |
| 12813 Paolapaolini     | 14 febbraio 1996  |
| 12814 Vittorio         | 13 febbraio 1996  |
| 12927 Pinocchio        | 30 settembre 1999 |
| 13147 Foglia           | 24 febbraio 1995  |
| 13174 Timossi          | 14 febbraio 1996  |
| 13638 Fiorenza         | 14 febbraio 1996  |
| 13740 Lastrucci        | 18 settembre 1998 |
| 14061 Nagincox         | 13 febbraio 1996  |
| 14062 Cremaschini      | 14 febbraio 1996  |
| 14568 Zanotta          | 19 luglio 1998    |
| 14659 Gregoriana       | 15 gennaio 1999   |
| 14919 Robertohaver     | 6 agosto 1994     |
| 14947 Luigibussolino   | 15 gennaio 1996   |
| 14953 Bevilacqua       | 13 febbraio 1996  |
| 15004 Vallerani        | 7 dicembre 1997   |
| 15005 Guerriero        | 7 dicembre 1997   |
| 15006 Samcristoforetti | 27 febbraio 1998  |
| 15034 Décines          | 16 novembre 1998  |
| 15360 Moncalvo         | 14 febbraio 1996  |
| 15375 Laetitiafoglia   | 30 gennaio 1997   |
| 15418 Sergiospinelli   | 27 febbraio 1998  |
| 15817 Lucianotesi      | 28 agosto 1994    |
| 15837 Mariovalori      | 25 febbraio 1995  |
| 15853 Benedettafoglia  | 16 gennaio 1996   |
| 15855 Mariasalvatore   | 14 febbraio 1996  |
| 15968 Waltercugno      | 27 febbraio 1998  |
| 16154 Dabramo          | 1 gennaio 2000    |
| 16672 Bedini           | 17 gennaio 1994   |
| 16879 Campai           | 24 gennaio 1998   |
| 17019 Aldo             | 23 febbraio 1999  |
| 17077 Pampaloni        | 25 aprile 1999    |
| 17720 Manuboccuni      | 7 dicembre 1997   |
| 18431 Stazzema         | 16 gennaio 1994   |
| 18441 Cittadivinci     | 5 agosto 1994     |
| 18583 Francescopedani  | 7 dicembre 1997   |
| 18627 Rogerbonnet      | 27 febbraio 1998  |
| 18628 Taniasagrati     | 27 febbraio 1998  |
| 18631 Maurogherardini  | 27 febbraio 1998  |
| 19331 Stefanovitale    | 4 dicembre 1996   |
| 20081 Occhialini       | 12 marzo 1994     |
| 20194 Ilarialocantore  | 30 gennaio 1997   |
| 20195 Mariovinci       | 30 gennaio 1997   |
| 20200 Donbacky         | 28 febbraio 1997  |
| 21256 Robertobattiston | 14 febbraio 1996  |
| 22401 Egisto           | 24 febbraio 1995  |
| 22517 Alexzanardi      | 26 febbraio 1998  |
| 22752 Sabrinamasiero   | 15 novembre 1998  |
| 23608 Alpiapuane       | 15 gennaio 1996   |
| 24856 Messidoro        | 15 gennaio 1996   |
| 24857 Sperello         | 15 gennaio 1996   |
| 24890 Amaliafinzi      | 4 dicembre 1996   |
| 25301 Ambrofogar       | 7 dicembre 1998   |
| 25601 Francopacini     | 1 gennaio 2000    |
| 26499 Robertazabotti   | 4 febbraio 2000   |
| 27005 Dariaguidetti    | 27 febbraio 1998  |
| 27130 Dipaola          | 8 dicembre 1998   |
| 27269 Albinocarbognani | 3 gennaio 2000    |
| 27923 Dimitribartolini | 4 dicembre 1996   |
| 27983 Bernardi         | 26 ottobre 1997   |
| 28007 Galhassin        | 7 dicembre 1997   |
| 29346 Mariadina        | 25 febbraio 1995  |
| 29363 Ghigabartolini   | 14 febbraio 1996  |
| 29547 Yurimazzanti     | 25 gennaio 1998   |
| 29549 Sandrasbaragli   | 25 gennaio 1998   |
| 29550 Yaribartolini    | 25 gennaio 1998   |
| 29761 Lorenzo          | 13 febbraio 1999  |
| 30585 Firenze          | 14 agosto 2001    |
| 31091 Bettiventicinque | 30 gennaio 1997   |
| 31153 Enricaparri      | 26 ottobre 1997   |
| 33162 Sofiarandich     | 27 febbraio 1998  |
| 31605 Braschi          | 10 aprile 1999    |
| 33031 Paolofini        | 1º settembre 1997 |
| 33054 Eduardorossi     | 26 ottobre 1997   |
| 33480 Bartolucci       | 4 aprile 1999     |
| 33823 Mariorigutti     | 3 febbraio 2000   |
| 34004 Gregorini        | 30 luglio 2000    |
| 34696 Risoldi          | 21 luglio 2001    |
| 35222 Delbarrio        | 4 dicembre 1994   |
| 35358 Lorifini         | 27 settembre 1997 |
| 35444 Giuliamarconcini | 25 gennaio 1998   |
| 35464 Elisaconsigli    | 27 febbraio 1998  |
| 35465 Emilianoricci    | 27 febbraio 1998  |
| 35703 Lafiascaia       | 20 marzo 1999     |
| 37313 Paolocampaner    | 16 agosto 2001    |
| 37835 Darioconsigli    | 25 gennaio 1998   |
| 37836 Simoneterreni    | 25 gennaio 1998   |
| 39871 Lucagrazzini     | 27 febbraio 1998  |
| 39875 Matteolombardo   | 27 febbraio 1998  |
| 43881 Cerreto          | 25 febbraio 1995  |
| 43923 Cosimonoccioli   | 14 febbraio 1996  |
| 44574 Lavoratti        | 4 aprile 1999     |
| 44715 Paolovezzosi     | 2 ottobre 1999    |
| 46701 Interrante       | 7 febbraio 1997   |
| 46702 Linapucci        | 28 febbraio 1997  |
| 47473 Lorenzopinna     | 1º gennaio 2000   |
| 48842 Alexmazzanti     | 25 gennaio 1998   |
| 50275 Marcocasalini    | 4 febbraio 2000   |
| 50537 Emilianobiscardi | 15 gennaio 2024   |
| 51874 Alessiosquilloni | 15 agosto 2001    |
| 52426 Ritaalessandro   | 5 agosto 1994     |
| 53053 Sabinomaffeo     | 12 dicembre 1998  |
| 54852 Mercatali        | 22 luglio 2001    |
| 54983 Simone           | 16 agosto 2001    |
| 55418 Bianciardi       | 13 ottobre 2001   |
| 56073 Poggianti        | 26 dicembre 1998  |
| 56361 Marcomontagni    | 4 febbraio 2000   |
| 57076 Mariocambi       | 22 luglio 2001    |
| 58572 Romanella        | 7 settembre 1997  |
| 58702 Tizianabitossi   | 25 gennaio 1998   |
| 63463 Calamandrei      | 20 luglio 2001    |
| 65848 Enricomari       | 30 gennaio 1997   |
| 66000 Duilialoncao     | 20 luglio 1998    |
| 66250 Giovanardi       | 4 aprile 1999     |
| 69585 Albertoraugei    | 27 febbraio 1998  |
| 70444 Genovali         | 9 ottobre 1999    |
| 71489 Dynamocamp       | 4 febbraio 2000   |
| 72841 Manolaneri       | 27 aprile 2001    |
| 79810 Giancarlociani   | 15 novembre 1998  |
| 82638 Bottariclaudio   | 7 agosto 2001     |
| 85368 Elisabettacioni  | 14 febbraio 1996  |
| 84120 Antonacci        | 4 settembre 2002  |
| 89734 Orsoperuzzi      | 4 gennaio 2002    |
| 88371 Ilariamazzanti   | 14 agosto 2001    |
| 85515 Annakukharskaya  | 26 ottobre 1997   |
| 95895 Sebastiano       | 25 aprile 2003    |
| 99389 Marconovi        | 5 gennaio 2002    |
| 100726 Marcoiozzi      | 25 gennaio 1998   |
| 101493 Sergiofoparri   | 7 dicembre 1998   |
| 108702 Michelefoparri  | 21 luglio 2001    |
| 111571 Bebevio         | 11 gennaio 2002   |
| 113683 Robertoornella  | 2 ottobre 2002    |
| 113684 Giannagianni    | 2 ottobre 2002    |
| 118233 Gfrancoferrini  | 30 gennaio 1997   |
| 126161 Piazzano        | 4 gennaio 2002    |
| 127415 Annacalderara   | 11 luglio 2002    |
| 127664 Denza           | 25 febbraio 2003  |
| 132741 Liliacapocaccia | 6 agosto 2002     |
| 135041 Lorenzofranco   | 21 luglio 2001    |
| 136848 Kevanpooler     | 25 gennaio 1998   |
| 145966 Alessandroilari | 30 dicembre 1999  |
| 148525 Gipieroconsigli | 16 agosto 2001    |
| 190730 Lorenzonesi     | 13 agosto 2001    |
| 194837 Paolomasetti    | 4 gennaio 2002    |
| 297314 Ilterracottaio  | 7 dicembre 1998   |
| 317000 Simonepastore   | 13 agosto 2001    |

## Riconoscimenti
- Le è stato dedicato l'asteroide 9904 Mauratombelli.
- Nel 2007 le è stato assegnato il premio "Meteorite d'oro - Comune di Secinaro" per la sezione Asteroidi.
- Nel 2018 le è stato assegnato il primo Premio Giovanni Sostero[15].
- Nel 2019 le è stato assegnato il premio Gal Hassin.[16]
- Nel 2019 ha ricevuto la cittadinanza onoraria della cittadina di Isnello (PA)
- Nel 2019 ha ricevuto un riconoscimento dalla Regione Toscana per  l’impegno e i risultati ottenuti nel campo dell’osservazione astronomica.
- Nel 2021 ha ricevuto il Premio Guido Ruggieri conferito negli anni agli Astrofili più meritevoli.
- Nel 2021 Insieme a Fabrizio Bernardi ottiene il premio  “Gene Shoeamaker Near-Earth Object” della Planetary Society,  consistente in una sovvenzione finalizzata a migliorare la propria attrezzatura osservativa
- Nel 2023 Insieme a Fabrizio Bernardi ottiene il premio  “Gene Shoeamaker Near-Earth Object” per la seconda volta.[17]